# Edwin Milton Abbott
Pour les articles homonymes, voir Edwin Abbott, Abbott et Milton Abbot.
Edwin Milton Abbott, né le 4 juin 1877 à Philadelphie, et mort le 8 novembre 1940 à Abington, est un avocat et poète américain. Il a étudié à l'University of Pennsylvania Law School (en). Il a obtenu le Bachelor of Laws en 1896 puis a été admis au barreau.

## Biographie
Il a été admis au barreau en 1896 et s'est ensuite distingué dans les affaires criminelles. Il a été conseiller juridique principal dans la lutte des banlieusards de Philadelphie contre les chemins de fer, un membre de la Assemblée générale de Pennsylvanie, 1911-1912, président de la Commission sur la révision du droit pénal dans l'État de Pennsylvanie, 1912-1915 et 1917-1923, et en 1913, candidat minoritaire à la magistrature de la Cour des moyens communs. Il a été nommé secrétaire de l'Institut Américain du Droit pénal et de la Criminologie en 1913.

## Publications
- Thoughts in Verse (1922)
- The Law and Religion (1938)